# Соболевський Сергій Іванович
Соболевський Сергій Іванович (13 [25] серпня 1864, Москва, Російська імперія — 6 травня 1963, Москва) — російський і радянський філолог-класик, перекладач, викладач, професор Московського університету (з 1892). Член-кореспондент АН СРСР (з 1928). Молодший брат філолога-славіста О. І. Соболевського.

## Життєпис
Народився в сім'ї відставного губернського секретаря.

Закінчив в 1882 році із золотою медаллю 5-у Московську гімназію і вступив на історико-філологічний факультет Московського університету. На наступний рік після закінчення університету (1886, зі ступенем кандидата і золотою медаллю) С. І. Соболевський почав в ньому свою викладацьку діяльність. У травні 1890 року, після захисту магістерської дисертації («De praepositionum usu Aristophaneo»), Соболевський став приват-доцентом по кафедрі класичної філології; в 1892 році, після захисту докторської дисертації («Syntaxis Aristophaneae capita selecta»), призначений позаштатним екстраординарним професором, в 1896 році — штатним екстраординарним, в 1899 році — ординарним професором.

З 1909 року - дійсний статський радник.